# Kekem
Kekem är en ort i Kamerun.   Den ligger i regionen Västra regionen, i den västra delen av landet, 220 km nordväst om huvudstaden Yaoundé. Kekem ligger 714 meter över havet och antalet invånare är 20 579.
Terrängen runt Kekem är kuperad åt sydost, men åt nordväst är den platt. Trakten runt Kekem är ganska tätbefolkad, med 230 invånare per kvadratkilometer. Närmaste större samhälle är Bafang, 17,4 km öster om Kekem. I omgivningarna runt Kekem växer i huvudsak städsegrön lövskog.